# بنتلي فلاينج سبور
بنتلي فلاينج سبور هي سيارة سيدان من إنتاج شركة بنتلي البريطانية بدأ انتاجها من 2005 حتى الآن، تم الكشف عن الجيل الثالث من السيارة في يونيو 2019.